# Grenadische Badmintonmeisterschaft
Grenadische Badmintonmeisterschaften werden zur Ermittlung der nationalen Titelträger von Grenada im Badminton seit den 1970er Jahren ausgetragen.

## Titelträger
| Saison | Herreneinzel  | Dameneinzel | Herrendoppel                    | Damendoppel                   | Mixed                         |
| ------ | ------------- | ----------- | ------------------------------- | ----------------------------- | ----------------------------- |
| 1979   | Stephen Lewis | keine Daten | keine Daten                     | keine Daten                   | keine Daten                   |
| 1982   | Stephen Lewis | Joan Koulen | Winston Bullen Ambrose Phillipp | Joan Koulen Margaret Hercules | Stephen Lewis Barbara Klouden |